# 1482
Évszázadok: 14. század – 15. század – 16. század
Évtizedek: 1430-as évek – 1440-es évek – 1450-es évek – 1460-as évek – 1470-es évek – 1480-as évek – 1490-es évek – 1500-as évek – 1510-es évek – 1520-as évek – 1530-as évek
Évek: 1477 – 1478 – 1479 – 1480 –  1481 – 1482 – 1483 – 1484 – 1485 – 1486 – 1487

## Események

### Határozott dátumú események
- április 22. – I. Károly savoyai herceg trónra lépése. (I. Filibert herceg fivére 1490-ig uralkodik.)
- június 26. – Mátyás felszólítja a városokat, hogy küldjék el megbízottaikat Nagylucsei Orbán kincstartóhoz a fizetendő adó megállapítására.
- augusztus 18. – Hunyadi Mátyás egyezséget köt II. János sagani herceggel. (A herceg halála után a Glogaui Hercegség a magyar királyt illeti.)
- augusztus 19. – Mátyás magyar király az erdélyi szász városok kérésére meghagyja erdélyi hivatalnokainak, hogy a fennhatóságuk alatti területeken az idegen kereskedők kicsiben való árusítását, valamint általuk a nyers és kikészített bőrök felvásárlását akadályozzák meg.
- szeptember 30. – Mátyás hadai beveszik Hainburg várát.[1]

### Határozatlan dátumú események
- március  – Mátyás király hadat üzen III. Frigyesnek.[2]
- december – A magyar seregek visszafoglalják az 1445 nyara óta III. Frigyes császár kezén levő Kőszeg városát.
- az év folyamán
  - II. Bajazid oszmán szultán elfoglalja Hercegovinát.[3]
  - A szendrői bég Temesi Bánságra törő török seregét Kinizsi Pál megveri.
  - Felépül São Jorge de Mina portugál erőd az Aranyparton.[4]
  - Diogo Cao portugál felfedező az első európai aki a felhajózik a Kongó folyón Afrikában.
  - Hunyadi Mátyás III. Iván moszkvai nagyfejedelemmel keres kapcsolatot IV. Kázmér lengyel király sakkban tartására.
  - III. Iván moszkvai nagyfejedelem felszámolja az Arany Horda uralmát az orosz területeken.
  - Drágffy Bertalan megbízásából elkészül a Szatmár megyei erdődi templom. (Gótikus építmény reneszánsz részlettel.)
  - Magyarországi kőfaragó elkészíti Aragóniai János bíboros, az esztergomi érsekség kormányzójának címerét.

## Születések
- Martinuzzi Fráter György erdélyi politikus

## Halálozások
- február 23. – Luca della Robbia – olasz szobrász (* 1399 körül)
- április 22. – I. Filibert savoyai herceg (* 1465)